# Corps législatif

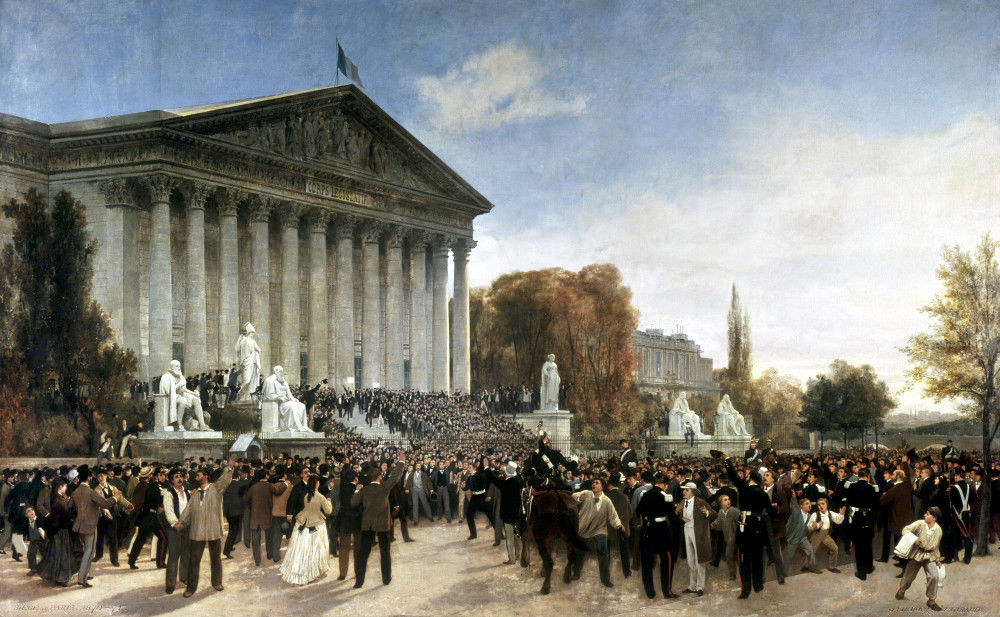
Corps législatif

Het Corps législatif of Wetgevend lichaam was in meerdere grondwetten een volksvertegenwoordiging in Frankrijk.
- De Grondwet van het Jaar I (1793) voorzag in een Corps législatif dat er niet kwam.
- De Grondwet van het Jaar II kende in de periode van het Directoire (1795-1799) een Eerste en Tweede Kamer met de verzamelnaam Corps législatif. Het was samengesteld uit de Raad van Vijfhonderd (Conseil des Cinq-Cents) en de Raad van Ouden (Conseil des Anciens)
- Tijdens het Consulaat (1799-1804) en het Eerste Keizerrijk (1804-1815) heette de Tweede Kamer Corps législatif (Keizerlijk Wetgevend Lichaam). De parlementariërs hadden weinig invloed of macht. Er was ook een Tribunaat en een Senaat. 
  - zie lijst van Nederlandse leden van het Keizerlijk Wetgevend Lichaam
- Het Tweede Franse Keizerrijk (1852-1870) kende een Wetgevend lichaam